# 皮奥伊州安吉卡尔
皮奥伊州安吉卡尔（葡萄牙語：Angical do Piauí）是巴西皮奥伊州的一个市镇。总面积201.208平方公里，总人口6609人，人口密度32.8人/平方公里。